# Gymnosoma indicum
Gymnosoma indicum là một loài ruồi trong họ Tachinidae.